# 川崎市国際交流センター

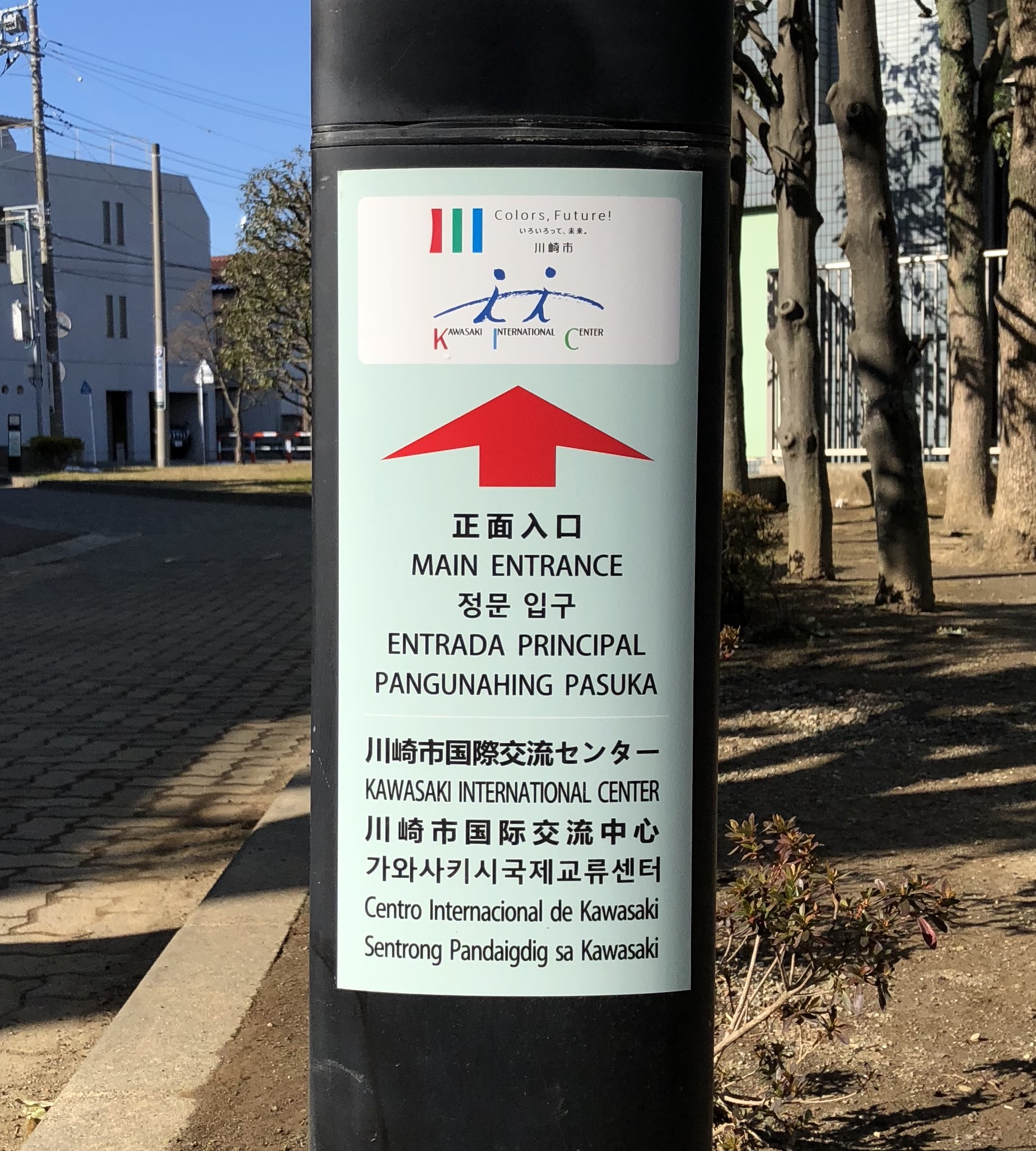
複数の言語で書かれた看板

川崎市国際交流センター（かわさきしこくさいこうりゅうセンター）は、川崎市中原区木月祇園町にある国際交流施設。2006年度から指定管理者制度を導入し、2011年度（平成28年度）から2025年度までは公益財団法人川崎市国際交流協会・ 株式会社東急コミュニティー共同事業体が運営。

## 概要
法政大学から取得した土地に、市民と在住外国人の交流、外国人を対象とした支援活動や講座などを行う施設として設立された。外国人相談窓口の設置、外国人を対象にした防災訓練などのほか、異文化体験や国際交流などを目的としたイベントや、障害のあるこどもも参加できるイベントが開催されることもある。
本館・別棟・和風別館から成り、図書・資料室やギャラリーなどの無料施設のほかに会議室や茶室などは有料で貸し出されている。また、本館南西部にはレストラン、レセプションルーム（宴会場）があり、川崎国際交流センターホテルが併設されている。
敷地北部の別棟と駐車場の間には川崎市特別養護老人ホーム「すみよし」がある（経営・住所は異なる）。
統一地方選、総選挙、通常選挙においては期日前投票所として使われている。中原区の期日前投票所は川崎市国際交流センターと区役所のみである。

## 沿革
- 1994年（平成6年）10月12日 - 開館[1]。
- 2006年（平成18年）4月 - 指定管理者制度を導入[1]。

## 交通
- 臨港バス「原62系統」の、「井田三舞町」バス停下車後徒歩7分

なお、この系統は朝2本、夕1本のみの運行のため、下記の元住吉駅の利用が望ましい
- 東急東横線・目黒線 元住吉駅より徒歩10〜12分